# Stefan Uteß
Stefan Uteß (n. 31 octombrie 1974, Demmin, Republica Democrată Germană, Germania) este un canoist german, medaliat olimpic. A participat la o ediție a Jocurilor Olimpice (2000) în care a câștigat o medalie de bronz.

## Participări
Lista de mai jos prezintă principalele competiții la care a participat Stefan Uteß de-a lungul carierei.
- canoeing at the 2000 Summer Olympics – men's C-2 1000 metres[*]